# Vittoria Colonna

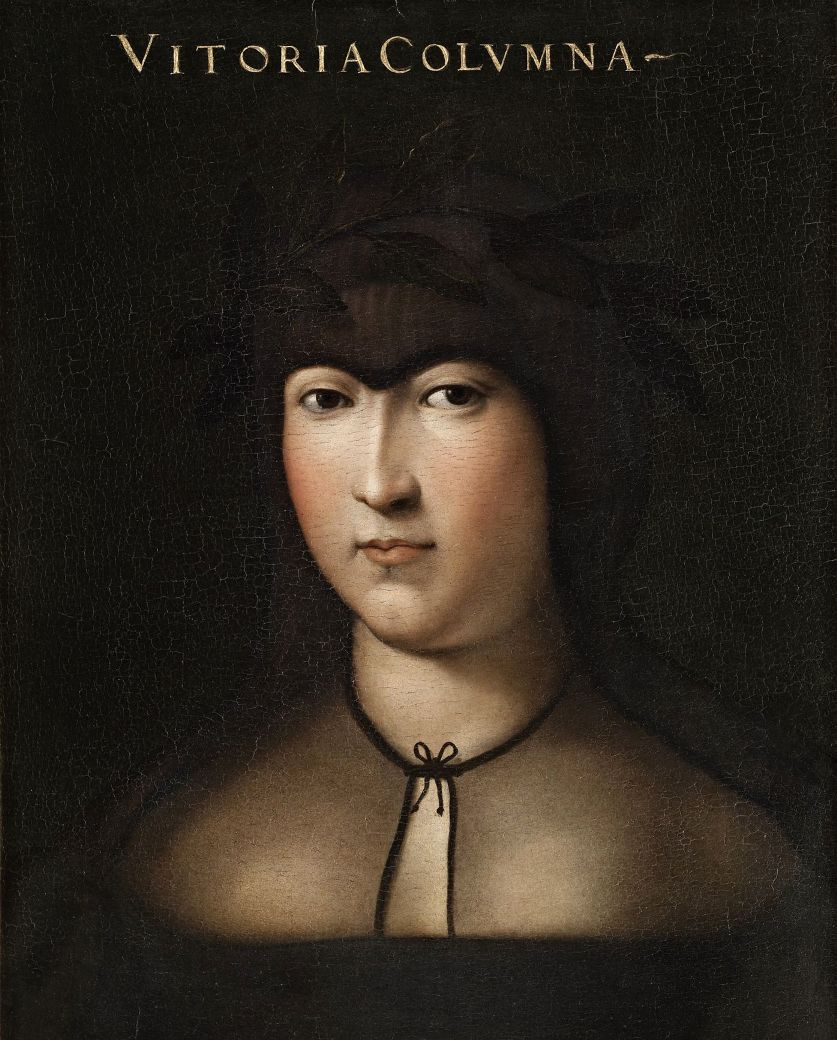
Vittoria Colonna. Gemälde von Cristofano dell’Altissimo in den Uffizien, Florenz

Vittoria Colonna (* 1492 in der Burg von Marino bei Rom; † 25. Februar 1547 in Rom) war eine italienische Dichterin, die bei ihren gebildeten Zeitgenossen außergewöhnliche Bewunderung fand. Sie war eine der namhaftesten Persönlichkeiten im kulturellen Leben der Hochrenaissance und gilt als die bedeutendste italienische Lyrikerin ihrer Zeit.
Für ihre zahlreichen Bewunderer war Vittoria eine vorbildliche Idealfigur, die neben die großen Frauengestalten der Antike gestellt wurde. Sie entstammte dem alten, schon im Mittelalter mächtigen römischen Adelsgeschlecht der Colonna, einer der einflussreichsten Familien im Kirchenstaat. Durch ihre Ehe mit Fernando Francesco d’Avalos di Pescara, dem Markgrafen von Pescara, wurde sie Markgräfin. Nach seinem Tod an den Folgen einer in der Schlacht erlittenen Verwundung blieb sie Witwe und kinderlos und widmete sich kulturellen und religiösen Aufgaben.
Vittoria stand mit bedeutenden humanistischen Schriftstellern und Dichtern sowie mit hochrangigen kirchlichen Würdenträgern in freundschaftlicher Verbindung. Mit Michelangelo, der sie verehrte, pflegte sie intensiven Austausch. Ihre teils erotische, teils spirituelle Lyrik wurde ohne ihr Einverständnis gedruckt und erzielte einen starken Widerhall. Ein Hauptthema der Gedichte ist die anhaltende tiefe Trauer um den verstorbenen Gatten.
Die religiösen Wirren der beginnenden Reformationszeit sowie politische und militärische Konflikte stellten Vittoria vor große Herausforderungen. Sie bemühte sich um Verständigung, konnte aber eine vernichtende Niederlage der Familie Colonna nicht verhindern, und die Bestrebungen ihres Freundeskreises zur Erneuerung des religiösen Lebens schlugen fehl. Da Vittorias Überzeugungen und die Ideen ihres Umfelds zum Teil Ähnlichkeit mit dem Gedankengut der Reformatoren zeigten, geriet sie in der katholischen Kirche in den Verdacht, glaubenswidrige Ansichten zu vertreten. Das zunehmend intolerante Klima der beginnenden Gegenreformation verdüsterte ihre letzten Lebensjahre.

## Leben

### Herkunft und Jugend
Vittoria wurde nicht, wie man früher irrtümlich glaubte, im Jahr 1490, sondern erst 1492 geboren. Ihr Vater Fabrizio I. Colonna war ein Condottiere, ein erfolgreicher Söldnerführer, dessen Familie in Süditalien und im Kirchenstaat über Lehen verfügte und daher tief in die konfliktreichen politischen Verhältnisse dieser Region verwickelt war. Ihre Mutter Agnese von Montefeltro stammte aus dem Geschlecht der Herzöge von Urbino. Vittorias Großvater mütterlicherseits war der berühmte Condottiere und Herzog Federico da Montefeltro, der seine Hauptstadt Urbino zu einem bedeutenden Zentrum der humanistischen Kultur gemacht hatte. Da Agnese für ihre Liebe zur Literatur und bildenden Kunst bekannt war und Fabrizio kulturelle und wissenschaftliche Interessen hatte, ist anzunehmen, dass Vittoria in einer geistig anregenden Atmosphäre aufwuchs.
Im Jahr 1494 begann der französische König Karl VIII. eine Invasion Italiens, mit der er den historischen Anspruch seines Geschlechts auf das Königreich Neapel geltend machte. Damit wurde Italien zum Schauplatz lang anhaltender militärischer Auseinandersetzungen fremder Mächte. Vittorias Vater trat in den Dienst der Franzosen. Nach dem Einzug Karls in Rom und der Einnahme Neapels durch die französischen Truppen erhielt Fabrizio Colonna zum Lohn für die geleisteten Dienste einige Lehen. Die Franzosen wurden aber bald von einer starken gegnerischen Allianz zum Rückzug gezwungen, und der französische Statthalter vernachlässigte die Soldauszahlung für die Truppen Fabrizios. Daher brach Fabrizio mit den Franzosen. Er trat in den Dienst der Gegenpartei, des spanischen Hauses Aragón, das vor dem Einmarsch der Franzosen in Neapel regiert hatte. Die Familie Colonna trug wesentlich dazu bei, dass der aus diesem Geschlecht stammende König Ferdinand II. von Neapel, den Karl vertrieben hatte, sein Reich schnell zurückerobern konnte. Um die neue Allianz der Colonna mit Aragón zu festigen, vereinbarte man eine politische Heirat: Fabrizios dreijährige Tochter Vittoria wurde 1495 mit dem etwa fünfjährigen spanischen Adligen Fernando Francesco d’Avalos verlobt. Der Vater Fernando Francescos, der Markgraf von Pescara Alfonso d’Avalos, war ein treuer Anhänger des Hauses Aragón.

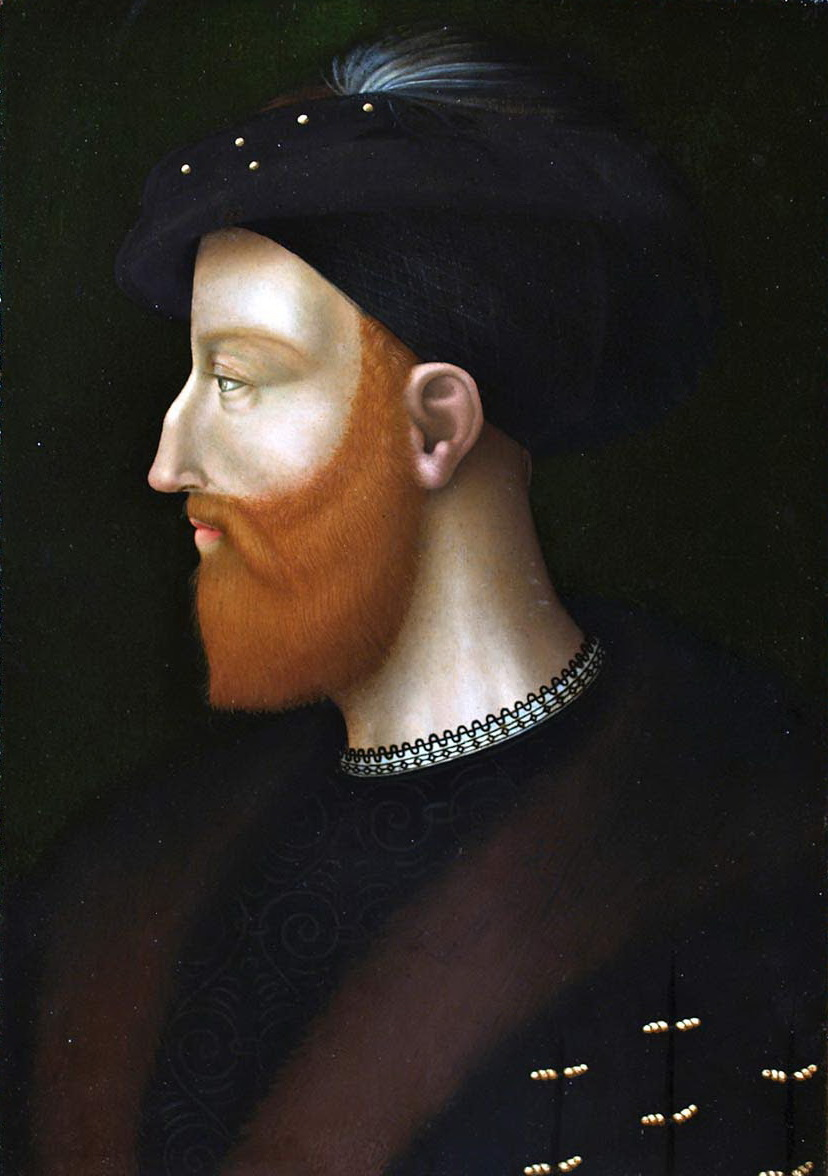
Fernando Francesco d’Avalos

Vittoria lebte damals mit ihrer Mutter Agnese in Marino, einer von den Colonna beherrschten Ortschaft in den Albaner Bergen unweit von Rom. Als die Franzosen 1501 erneut in den Kirchenstaat einmarschierten, wurde Marino verbrannt. Agnese konnte nur knapp mit ihren Kindern entkommen und auf die Insel Ischia flüchten, wo Costanza d’Avalos, die Tante von Vittoras Verlobtem, sie aufnahm. Fabrizio geriet in Gefangenschaft, wurde aber freigekauft. Auf Ischia lernte Vittoria ihren künftigen Ehemann kennen. Wahrscheinlich blieb sie einige Jahre dort. Der militärische Partner der Colonna war nun der spanische Feldherr Gonzalo Fernández de Córdoba y Aguilar, genannt der Gran Capitán. Er war der Befehlshaber des von den Katholischen Königen Spaniens entsandten Heeres, das auf der Seite des aragonesischen Königshauses von Neapel gegen die Franzosen kämpfte. Ihm gelang es, die Franzosen entscheidend zu schlagen; 1503 nahm er Neapel ein. Die Früchte dieses Sieges erntete auch Fabrizio Colonna, der seine Machtstellung ausbauen konnte. Er ließ sich nun mit seiner Familie in Neapel nieder, wo sein Palast zu einem Treffpunkt von Gelehrten, Künstlern und Diplomaten wurde. Im Juni 1507 wurde der Vertrag über die Ehe Vittorias mit Fernando (italienisch: Ferrante) Francesco d’Avalos vom Vater der Braut und vom Bräutigam unterzeichnet, wobei sich Fabrizio Colonna verpflichtete, seine Tochter mit einer Mitgift von 14.000 Dukaten auszustatten. Die Hochzeit fand aber erst am 27. Dezember 1509 statt. Damit erwarb Vittoria den Titel einer Markgräfin von Pescara, mit dem sie alle ihre Briefe und Dokumente unterzeichnete.

### Ehejahre (1509–1525)
Die ersten Ehejahre verbrachte das junge Paar in Neapel. Obwohl Fernando Francesco d’Avalos in Italien aufgewachsen und mit einer Italienerin verheiratet war, betrachtete er sich stets als Spanier, weigerte sich, italienisch zu sprechen, und verachtete die Italiener. Deutliche Indizien zeigen, dass er seine Ehe als rein politisch betrachtete und seine Haltung zu seiner Frau nüchtern war. Darüber war Vittoria, die ihn von Anfang an leidenschaftlich liebte, schwer enttäuscht. Während sie ihm eine loyale Gattin war, meinte er, nicht zur ehelichen Treue verpflichtet zu sein. Er warb um die Gunst der Frau des Vizekönigs von Neapel, Isabella de Requesens, und schenkte ihr ein Perlenhalsband, das seiner Frau gehörte. Isabella sandte es an Vittoria zurück und riet ihr, darauf zu achten, dass es ihr nicht wieder entwendet werde. Obwohl die Markgräfin ihren Mann bewunderte, brachte sie, wenn es ihr nötig schien, ihre abweichende Meinung entschieden zur Geltung.

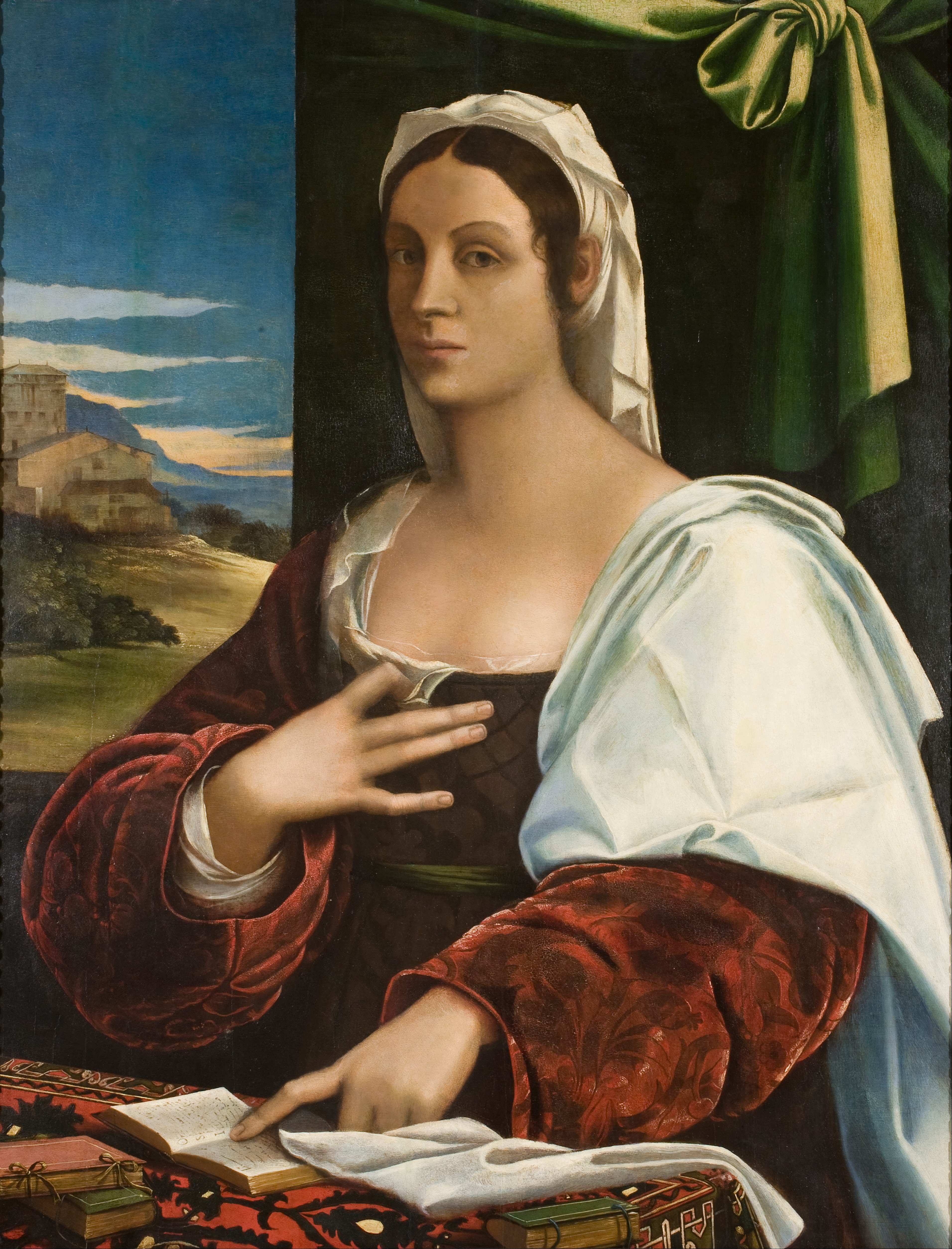
Porträt Vittorias von Sebastiano del Piombo im Museu Nacional d’Art de Catalunya, Barcelona. Das Gemälde entstand wahrscheinlich in der Zeit ihrer Ehe, wohl in der ersten Hälfte der 1520er Jahre.

Im Jahr 1511 verbündete sich Papst Julius II. mit Kaiser Maximilian I., Spanien und der Republik Venedig in der Heiligen Liga gegen Frankreich. Fabrizio Colonna und Fernando Francesco d’Avalos zogen auf der Seite der Alliierten in den Kampf. Als die Liga in der Schlacht bei Ravenna eine Niederlage erlitt, wurden beide von den Franzosen gefangen genommen. Vittorias Gatte wurde nach Verhandlungen freigelassen und ging nach Mantua. Dort lernte er die Hofdame Delia kennen, die seine langjährige Geliebte wurde. Das Verhältnis ist durch Briefe bezeugt, die d’Avalos an einen Verwandten richtete.
In der Folgezeit beteiligte sich der Markgraf von Pescara wiederum an den Kampfhandlungen. Er war für seine Kühnheit und Tapferkeit bekannt, doch die Grausamkeit seines Vorgehens war selbst für damalige Verhältnisse auffällig und erregte Anstoß. Seine Aufgaben erforderten lange Abwesenheit von zu Hause; nach 1517 hat Vittoria ihren Mann nur noch kurzzeitig gesehen. Die Ehe blieb kinderlos. In der Schlacht bei Pavia im Februar 1525 befehligte d’Avalos die Truppen Kaiser Karls V., des Nachfolgers Maximilians. Er errang einen großen Sieg über die französische Streitmacht, wurde aber schwer verwundet. Als er erkannte, dass sein Tod nahe war, ließ er Vittoria aus Ischia kommen. Am 3. Dezember 1525 starb er in Mailand. Vittoria traf ihn nicht mehr an; sie erhielt die Todesnachricht unterwegs in Viterbo und erlitt einen heftigen Schock. Damit begann die Zeit ihrer Trauer um den Gatten, die bis zu ihrem Tod andauerte.

### Politische und militärische Verwicklungen
Von dem Verlust des Gatten schwer erschüttert beabsichtigte Vittoria, in ein Kloster einzutreten, doch Papst Clemens VII. verhinderte diesen Schritt. In den folgenden Jahren wechselte sie ihren Wohnsitz zwischen Rom, Marino, Neapel und Ischia. Für Ischia zeigte sie eine besondere Vorliebe.
Nach dem Tod des kinderlosen Markgrafen von Pescara trat sein früh verwaister dreiundzwanzigjähriger Cousin Alfonso d’Avalos del Vasto die Erbschaft an. Er war auf Ischia im Umkreis Vittorias aufgewachsen, und nun wandte sie sich ihm verstärkt zu. Sie betrachtete ihn wie einen Sohn und hoffte, dass er als würdiger Nachfolger ihres verstorbenen Mannes Großtaten vollbringen werde. Tatsächlich wurde Alfonso ein bedeutender Heerführer Karls V. und erwarb großen Ruhm. Allerdings erwiderte er wie schon Fernando Francesco d’Avalos die heftige emotionale Zuwendung der Markgräfin nicht, vielmehr entzog er sich ihr und wahrte Distanz.
Politisch befand sich Vittoria in einer problematischen Lage. Durch ihre Eheschließung gehörte sie dem spanischen Haus d’Avalos an. Demgemäß stand sie wie ihr verstorbener Mann in dem schweren Kampf zwischen dem kaiserlich-spanischen Lager und der päpstlich-französischen Allianz fest auf der kaiserlichen und spanischen Seite. Andererseits wünschte und brauchte sie auch ein gutes Verhältnis zum Papst und war mit italienischen Patrioten befreundet, die ihr die Zugehörigkeit zur verhassten spanischen Machtelite verübelten. In ein akutes Dilemma geriet Vittoria, deren Vater schon 1520 gestorben war, durch das harte Vorgehen ihrer Herkunftsfamilie gegen den mit Frankreich verbündeten Papst. Die Colonna drangen im September 1526 mit militärischer Gewalt in Rom ein, richteten dort Verwüstungen an und zwangen Clemens VII. zur Flucht in die Engelsburg. Maßgeblich beteiligt waren Vittorias Bruder Ascanio und ihr Cousin, der Kardinal Pompeo Colonna, der ein alter Rivale Clemens’ VII. war. Der Papst rächte sich, indem er die Besitzungen der Colonna von seinen Truppen verwüsten ließ. Im Mai 1527 nahmen kaiserliche Truppen Rom ein, worauf die Stadt im Sacco di Roma geplündert wurde. Die Colonna beteiligten sich dabei aktiv auf der kaiserlichen Seite, was ihnen die Verachtung der Gebildeten eintrug. Vittoria bemühte sich, die Not zu lindern und Gefährdete in Sicherheit zu bringen. Als der Krieg auch in Neapel ausbrach, fand sie wiederum Zuflucht auf Ischia, wo sie einen Beitrag zur Verteidigung der Insel leistete. Im Januar 1534 gewährte ihr Karl V. in Anbetracht der Verdienste ihres verstorbenen Gatten und ihrer Hilfe bei der Verteidigung von Ischia eine jährliche Pension von tausend Dukaten.
Ein weiteres Mal geriet Vittoria in einen Machtkampf, nachdem ihr Bruder Ascanio sich geweigert hatte, die von Papst Paul III. ab 1537 geforderte neue Salzsteuer zu zahlen. Zunächst schien Ascanio willig, dem päpstlichen Druck nachzugeben. Als aber einige seiner Gefolgsleute, die sich der Steuer hartnäckig widersetzten, deswegen verhaftet wurden, bereitete er sich auf einen Krieg gegen den Kirchenstaat vor, der nun von den Farnese, der Sippe des Papstes, beherrscht wurde. Die Haltung Pauls III. war hart und drohend. Die darüber erschrockene Markgräfin nahm eine intensive diplomatische Tätigkeit auf. Ab dem 1. März 1541 verhandelte sie mit Beauftragten des Kaisers, auf dessen Beistand sie hoffte, da die Colonna zu seinen treuen Anhängern zählten. Ihre Bemühungen verliefen jedoch enttäuschend, denn Karl V., dem zu diesem Zeitpunkt ein gutes Verhältnis zur Kurie wichtig war, missbilligte Ascanios Widersetzlichkeit als unerwünschte Störung seiner Politik. Er bat Vittoria dringend, ihren Bruder zum Nachgeben zu bewegen. Diesen Wunsch erfüllte sie ihm aber nicht, denn sie hielt die päpstlichen Forderungen für maßlos überzogen. Zwar riet sie Ascanio, sich versöhnlich zu zeigen und eine diplomatische Lösung anzustreben, doch sie war der Meinung, er solle seine Rechte wahren und nicht kapitulieren, denn dem Papst gehe es nur darum, ihn unter einem Vorwand anzugreifen und zu vernichten. Nötigenfalls solle er sich zur Wehr setzen. Das war nach ihrer Ansicht allerdings nur mit der Unterstützung des Kaisers aussichtsreich. Vittorias Einschätzung der Absichten Pauls III. war realistisch, denn der Farnese-Papst verfolgte seit langem das Ziel, die Macht der Colonna zu brechen.
Schließlich entschied sich der Papst, da er seine weitreichenden Forderungen nicht auf dem Verhandlungsweg durchsetzen konnte, die Kampfhandlungen zu eröffnen. Unter diesen Umständen musste Vittoria Rom verlassen. Sie fand am 17. März 1541 in Orvieto in einem Kloster Zuflucht. Im „Salzkrieg“ (guerra del sale), der zwei Monate dauerte, erlitt Ascanio eine vernichtende Niederlage. Überlegene päpstliche Streitkräfte eroberten die Festungen der Colonna; das Geschlecht büßte seine Besitztümer ein, seine Machtgrundlage wurde zerstört. Ascanio sah sich gezwungen, ins Königreich Neapel ins Exil zu gehen. Vittoria richtete an Paul III. zwei Sonette, in denen sie sein gewaltsames Vorgehen kritisierte und ihm fragwürdige persönliche Motive unterstellte.

### Kulturelle Aktivitäten
Um Vittoria bildete sich ein Kreis von Literaturliebhabern und Autoren, von denen sie in Gedichten verherrlicht wurde, darunter Girolamo Britonio, Pietro Gravina, Scipione Capece, Marcantonio Minturno und Galeazzo di Tarsia. Zusammen mit Costanza d’Avalos schuf Vittoria auf Ischia ein kulturelles Zentrum; ihr literarischer Zirkel wurde ein bedeutender Treffpunkt. Zu ihrem dortigen Umkreis zählte der Historiker Paolo Giovio, der auf ihre Anregung seinen Dialog über die in unserer Zeit blühenden Männer und Frauen (Dialogus de viris et foeminis aetate nostra florentibus) verfasste, wobei er auf Besonderheiten des weiblichen Geschlechts und auf die Stellung der Frau in der Öffentlichkeit einging. Die prominentesten unter den Dichtern, die mit ihr Freundschaft schlossen, waren Jacopo Sannazaro und Francesco Berni. Giovanni Berardino Fuscano pries sie in seinen Stanze sopra le bellezze di Napoli als schönste unter den Schönheiten. In einer freundschaftlichen Beziehung stand Vittoria auch zu Baldassare Castiglione, der ihr 1524 das Manuskript seines Cortegiano zur Beurteilung überließ. Ein enger Freund Vittorias war der päpstliche Sekretär Gian Matteo Giberti. Weitere Dichter und Gelehrte, die in Vittorias Umkreis traten und sich für sie begeisterten, waren Claudio Tolomei, Bernardino Rota, Angelo di Costanzo, Bernardo Tasso, Bernardino Martirano, Gian Giorgio Trissino und Marcantonio Epicuro. Der Kardinal Pompeo Colonna schrieb in Vittorias Auftrag seine Verteidigungsschrift für die Frauen, Apologia mulierum, in der er für die Gleichwertigkeit der Geschlechter plädierte. Tizian malte 1531 auf Veranlassung Vittorias eine Maria Magdalena, denn zu dieser Heiligen hatte die Markgräfin eine besondere Zuneigung gefasst.
Weitere prominente Freunde Vittorias waren Ludovico Ariosto, der ihre Dichtkunst in seinem Epos Orlando furioso als einzigartig pries, Marcantonio Flaminio, der sie in lateinischen Gedichten verherrlichte, und Kardinal Pietro Bembo, der sich enthusiastisch über ihre Sonette äußerte. Als Vittoria in den 1530er Jahren zeitweilig in Rom lebte, sammelte sich um sie erneut wie schon auf Ischia ein Kreis von namhaften Intellektuellen. Treffpunkt des Freundeskreises war ihr Wohnsitz, das Kloster San Silvestro in Capite.

### Religiöse Entwicklung
Während humanistisch gesinnte Dichter der Markgräfin im Stil heiterer, galanter Verehrung huldigten, wandte sie sich mit wachsender Leidenschaft religiösen Anliegen zu und entwickelte eine Spiritualität, in der neuplatonische Impulse eine wesentliche Rolle spielten. Sie schloss sich einer reformwilligen Strömung im Katholizismus an, deren Ziele mit denen der beginnenden Reformation teilweise übereinstimmten. Der Initiator dieser Bestrebungen war der aus Spanien emigrierte Humanist und Theologe Juan de Valdés, der überwiegend in Neapel wirkte. Ob Vittoria ihm jemals persönlich begegnete, ist unbekannt, doch steht fest, dass sein Gedankengut, das seine begeisterten Anhänger verbreiteten, sie tief beeindruckte und ihre neue Ausrichtung maßgeblich beeinflusste. Das Anliegen dieser Richtung im Katholizismus war eine vertiefte Innerlichkeit des religiösen Lebens. Damit verband sich oft eine Distanzierung von konventionellen Gepflogenheiten und der veräußerlichten Praxis der rituellen Gebräuche. Der Einhaltung von Formalitäten wurde das Erfordernis einer persönlichen Beziehung zu Gott entgegengehalten. Diese Betonung des inneren Lebens führte zu einer geringeren Gewichtung der kirchlichen Amtsautorität. Glaubenszweifel galten bei Juan de Valdés und seinen Schülern nicht als verwerflich, vielmehr wurden Zweifel und Unsicherheit als unumgängliches Stadium der individuellen spirituellen Entwicklung bejaht.
Ein Kerngedanke war dabei die Idee, für die Erlösung sei die Gnade als freies Geschenk an die Gläubigen ausschlaggebend; Verdienste, die sich der Mensch durch seine Handlungen zu erwerben glaubt, seien unwesentlich. Gute Werke und schon der Wunsch, sie zu verrichten, seien keine Verdienste, sondern selbst schon der Gnade zu verdanken, also deren Folge und nicht Ursache. Die Betonung des Grundsatzes, dass die Erlösung Geschenk und nicht Lohn sei, führte bei Vittorias Freunden und auch bei ihr selbst zu Formulierungen, die eine mehr oder weniger ausgeprägte Nähe zu Martin Luthers Konzept Sola gratia erkennen ließen. In den Kreisen dieser Reformkräfte, die italienisch spirituali genannt werden, hoffte man auf eine Erneuerung des kirchlichen Lebens, bei der berechtigte Anliegen der Reformation aufgegriffen werden sollten. Ein Manifest der Bewegung, das starken Widerhall fand, war die 1542/1543 anonym publizierte Schrift Beneficio di Cristo.
Durch ihre Sympathie für solches Gedankengut und für prominente Theologen, die es mehr oder weniger deutlich vertraten, geriet Vittoria im einsetzenden Kampf zwischen Katholizismus und Reformation zwischen die Fronten, obwohl kein Zweifel daran bestand, dass sie sich bis zu ihrem Lebensende als Katholikin betrachtete.
Im Frühjahr 1537 begab sich Vittoria nach Ferrara, wo sie einige Zeit am Hof des Herzogs Ercole II. d’Este verbrachte. Ercoles Gattin Renée de France (Renata von Ferrara), eine französische Königstochter, setzte sich für die Kirchenreform ein und war stark von protestantischem Gedankengut beeinflusst, was dem Herzog sehr missfiel. Mit ihr schloss Vittoria Freundschaft. Über Renée kam Vittoria im Februar 1540 in Kontakt mit der Königin Margarete von Navarra, der einflussreichen Schwester König Franz’ I. von Frankreich, die Renées Cousine war. In Margarete fand Vittoria eine gleichgesinnte Freundin. Alle drei Frauen waren offen für religiöse Ideen, die aus konservativer kirchlicher Sicht suspekt oder sogar häretisch waren, und pflegten Umgang mit Personen, die solche Vorstellungen propagierten.
In den frühen 1540er Jahren trat das Konfliktpotenzial scharf zutage. Den Anlass bot die spektakuläre Kontroverse um Vittorias Freund Bernardino Ochino, dessen begeisterte Anhängerin sie war. Ochino war Ordensgeneral der Kapuziner und ein berühmter Prediger. Er mobilisierte enthusiastische Massen, war aber umstritten, da er von seinen Gegnern der Häresie verdächtigt wurde. Vittoria setzte sich in eindringlichen Briefen mit großem Nachdruck für ihn und für die Eigenständigkeit seines Ordens ein, denn sie erhoffte von den Kapuzinern einen segensreichen Reformimpuls. Zunächst waren ihre Bemühungen erfolgreich, doch später, im Sommer 1542, floh Ochino angesichts eines ihm drohenden Inquisitionsverfahrens aus Italien, brach mit der katholischen Kirche und vertrat offen eine reformierte Theologie. Damit kompromittierte er Vittoria, der er nach der Flucht seine Beweggründe brieflich darlegte. Ein anderer Freund Vittorias, Pietro Carnesecchi, stand ebenfalls im Verdacht der Ketzerei; später, lange nach ihrem Tod, wurde er der Inquisition ausgeliefert und hingerichtet. Die Krise, die der Skandal von Ochinos Flucht auslöste, war für seine profilierten Anhänger, darunter die Markgräfin, bedrohlich. Vittoria stand aber nicht allein; sie hatte im Kollegium der Kardinäle Freunde, die ihren spirituellen Anliegen Verständnis entgegenbrachten: Giovanni Morone, Jacopo Sadoleto, Pietro Bembo und Reginald Pole. Ein weiterer wichtiger Unterstützer, Kardinal Gasparo Contarini, entfiel, da er schon im August 1542 starb.

### Verhältnis zu Michelangelo

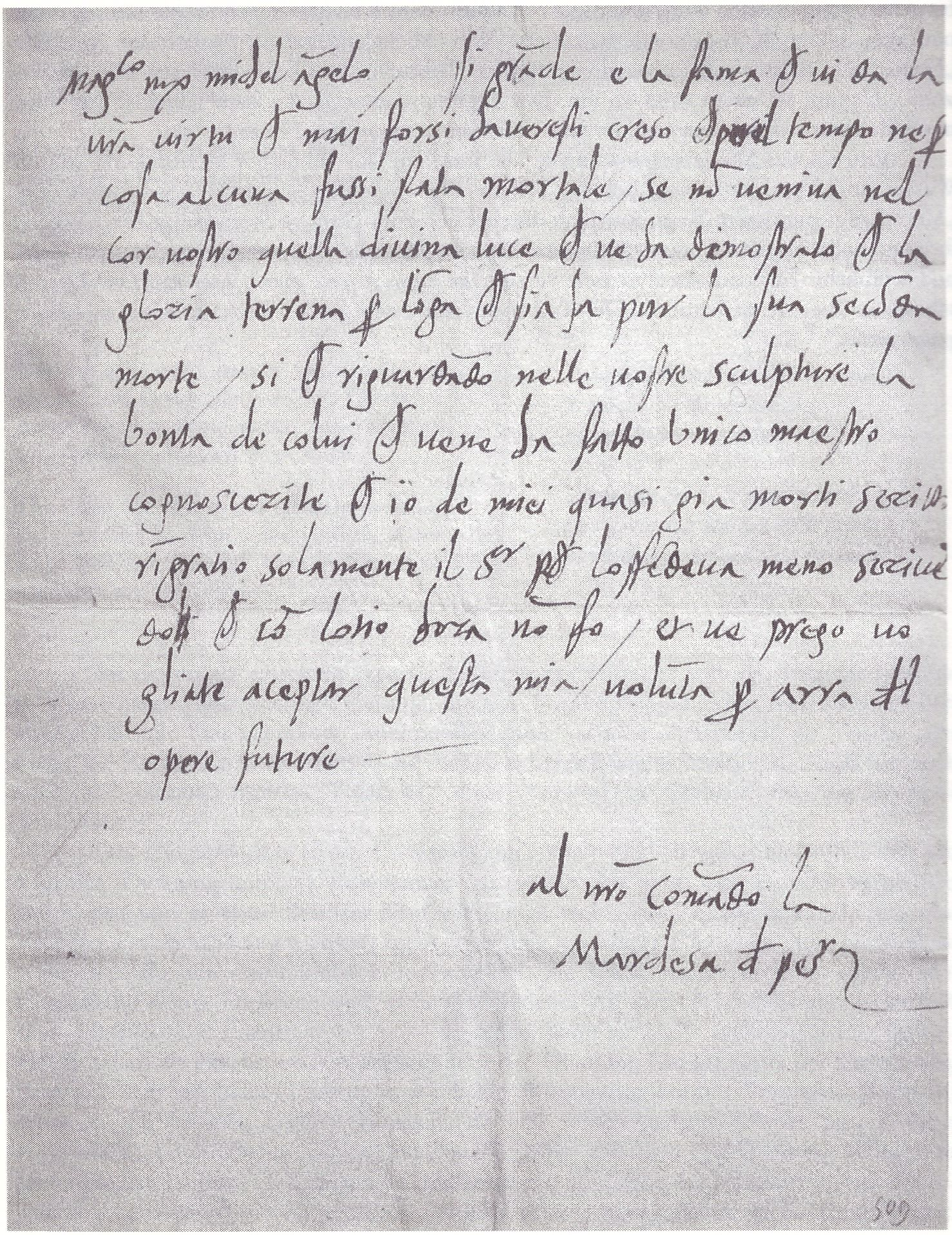
Ein eigenhändiger Brief Vittorias an Michelangelo. Florenz, Casa Buonarroti, AB, IX, 509

Sehr intensiv war Vittorias Freundschaft mit Michelangelo, der sie in einigen Gedichten im Stil ihrer galanten humanistischen Verehrer rühmte, wobei er besonders ihre Schönheit überschwänglich pries. Solche Gedichte verfasste er noch nach ihrem Tod. Mit dieser Verherrlichung der verehrten Dame geriet er aber in einen Gegensatz zu dem Demutsideal, das sie in ihren späten Lebensjahren nachdrücklich kultivierte. Unzweifelhaft ist nach seinen Äußerungen die zentrale Rolle ihrer Anwesenheit für sein Leben und ihrer Inspiration für seine Kunst. So dichtete er:
| Tanto sopra me stesso mi fai, donna, salire, che non ch’i’ ’l possa dire, nol so pensar, perch’io non son più desso. | So weit über mich machst du mich, Herrin, steigen. Worte sind mir nicht eigen dafür, nicht Gedanken; ich bin doch nicht mehr dasselbe Ich. |

Michelangelo schenkte Vittoria mehrere seiner Zeichnungen und nahm an ihren spirituellen Bestrebungen lebhaft Anteil. Er fühlte sich ihr unterlegen und betrachtete sich als ihren Schüler. Allerdings ist es trotz der Intensität der beiderseitigen Gefühle nicht angemessen, die beiden als „Liebespaar“ zu bezeichnen, was noch in neuerer Zeit in der Forschungsliteratur gelegentlich geschieht; ein solcher Begriff weckt zumindest teilweise falsche Vorstellungen. Vittoria, die den Gedanken an eine neue Ehe stets nachdrücklich zurückwies, betonte, keinen anderen als ihren verstorbenen Mann lieben zu können. Hinzu kam die standesbedingte Kluft zwischen der Markgräfin und dem aus bürgerlichen Verhältnissen stammenden Künstler. Mit ihrem Verzicht auf eine neue erotische Bindung wurde Vittoria für ihre Zeitgenossen zum Muster einer liebevollen Ehefrau, die ihrem Gatten noch als Witwe die Treue hält.

### Letzte Lebensjahre

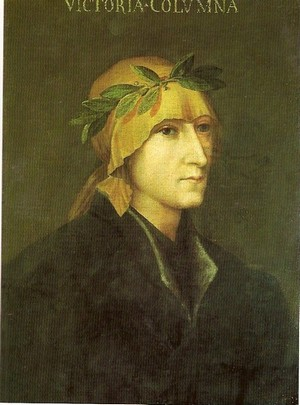
Porträt der gealterten Vittoria von einem unbekannten Maler, um 1550/1560, im Palazzo Colonna, Rom

Vittorias letzte Lebensjahre wurden durch die zunehmende religiöse Intoleranz verdunkelt. Sie schloss sich eng an Kardinal Reginald Pole an, ihren Freund und Berater, der mit den vom Protestantismus beeinflussten Reformkreisen sympathisierte und für eine Entschärfung der konfessionellen Gegensätze eintrat. Als Pole im Herbst 1541 als päpstlicher Legat nach Viterbo entsandt wurde, folgte ihm Vittoria dorthin. In Viterbo nahm sie im Kloster Santa Caterina Wohnsitz. Um sie und Pole sammelte sich wiederum ein Kreis von gleichgesinnten Intellektuellen. Hier las man Werke Luthers und Calvins und setzte sich mit deren Thesen auseinander. Die Gruppe der spirituali, die sich in Viterbo zusammengefunden hatte, wahrte Distanz sowohl zum Luthertum als auch zum Calvinismus, trat aber dafür ein, die Werke der protestantischen Theologen unbefangen zu studieren und sich davon anregen zu lassen, um die Verfallserscheinungen im Katholizismus zu überwinden. Eine ideelle Basis für diese Bestrebungen boten dem Reformerkreis von Viterbo die theologischen Schriften des 1541 verstorbenen Juan de Valdés. Vittoria beschaffte die letzten Werke dieses Denkers und machte sie ihren Freunden zugänglich.
Doch in dieser Zeit gerieten die Reformkräfte zunehmend in die Defensive. Eine gegnerische Richtung, die auf Lektüreverbote und harte Unterdrückung aller häresieverdächtigen Ansätze setzte, gewann die Oberhand, die Gegenreformation kündigte sich an. Die 1542 von Papst Paul III. eingerichtete römische Inquisition, die das Vordringen des Protestantismus in Italien verhindern sollte, wandte sich gegen einen zentralen Teil von Vittorias religiöser Gedankenwelt, die Gnadenlehre. Die nun definitiv als häretisch geltenden Ideen durfte sie fortan nicht mehr vertreten.
Nach längerem Aufenthalt in Viterbo kehrte Vittoria nach Rom zurück, wo sie den schon früher gepflegten Austausch mit dem dort lebenden Michelangelo erneuern konnte. Sie starb am 25. Februar 1547. In ihrem Testament vermachte sie die hohe Summe von 9.000 Scudi ihrem Freund Pole, doch dieser überließ die Erbschaft der Nichte der Verstorbenen.
Die Grabstätte der Markgräfin ist unbekannt. Sie hatte Beisetzung in einem Grab des römischen Nonnenklosters Sant’Anna dei Funari gewünscht, wo sie bis Anfang 1547 gelebt hatte, doch wurde dieser Wunsch wegen des gegen sie bestehenden Häresieverdachts nicht erfüllt.

## Dichtung

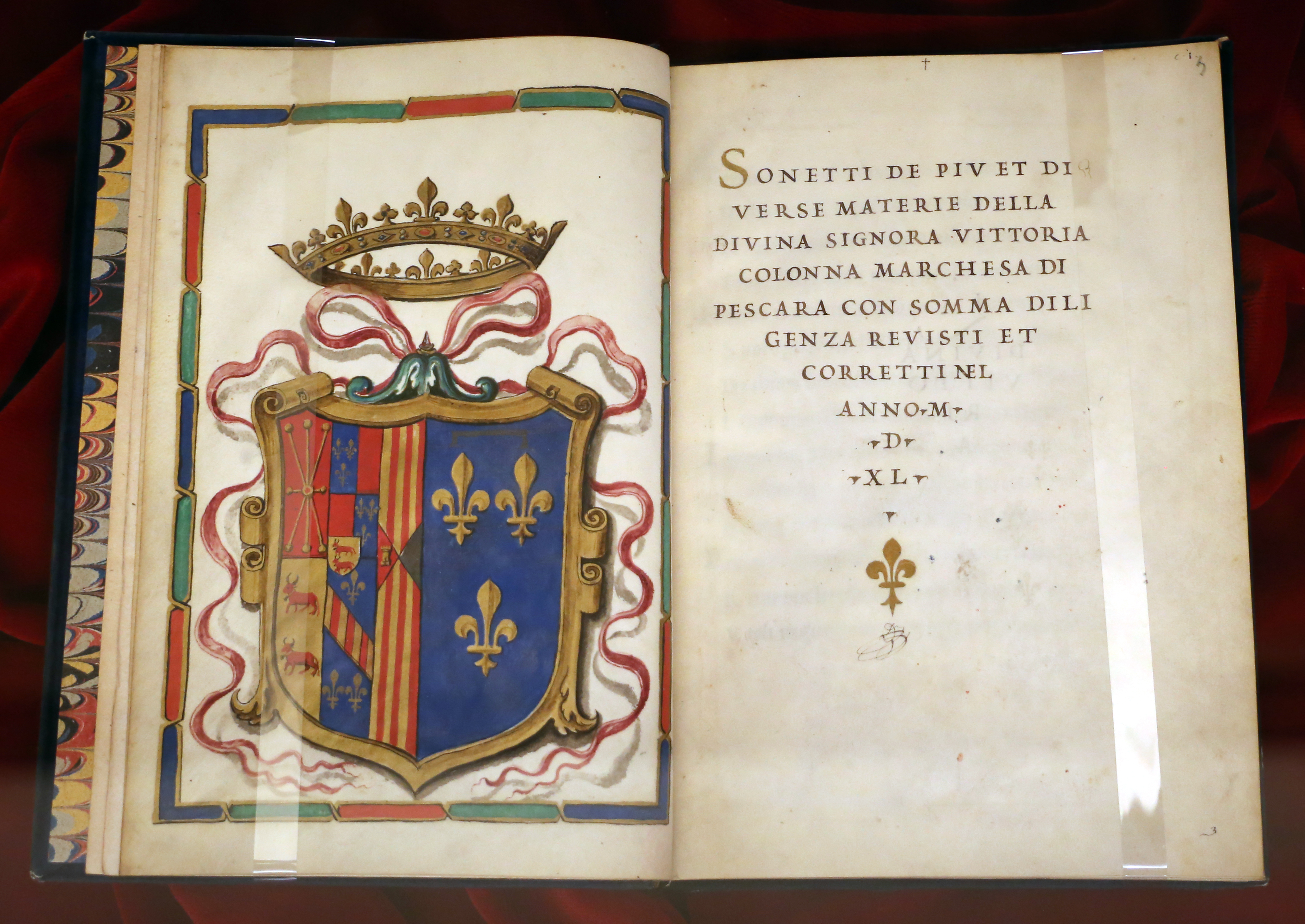
Das Titelblatt einer Sammlung von Sonetten Vittorias, die 1540 von der Dichterin der Königin Margarete von Navarra übersandt wurde. Handschrift Florenz, Biblioteca Medicea Laurenziana, Ashburnham 1153

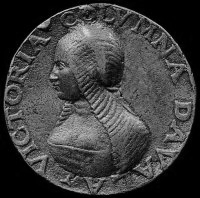
Eine der Medaillen Vittorias

Vittorias poetische Aktivität setzte spätestens 1512 ein. Aus diesem Jahr stammt ihr ältestes erhalten gebliebenes Gedicht, ein in Versform gestalteter Brief an ihren Mann, der sich nach der Schlacht von Ravenna in Gefangenschaft befand. Von ihren Dichtungen ist ein erheblicher Teil – über 100 Sonette und Kanzonen – dem Andenken ihres Gatten gewidmet, dessen Persönlichkeit sie idealisierend darstellt. Der Schmerz über seinen Tod ist ein Hauptmotiv ihrer Lyrik. So dichtet sie beispielsweise:
| Morte col fiero stral se stessa offese, Quando oscurar pensò quel lume chiaro, Ch’ or vive in cielo e quì sempre più caro: Che ’l bel morir più le sue glorie accese. Onde irata ver me l’arme riprese: Poi vide essermi dolce il colpo amaro, Nol diè; ma col morir vivendo imparo Quant’è crudel, quando par più cortese. S’ io cerco darle in man la morta vita, Perchè di sua vittoria resti altera, Ed io del mio finir lieta e felice: per far una vendetta non più udita, Mi lascia viva in questa morte vera. S’ ella mi fugge, or che sperar mi lice? | Wie traf sich selbst der Tod mit jenem Stoße Gen ihn, mein Licht, das zu verdunkeln er Zu schwach und dessen Ruhm nur mehr und mehr Durch schönes Sterben wuchs ins Übergroße! Nun droht er mir! Doch seine Faust erstarrt Hoch in der Luft, mein Lächeln macht sie stocken … Warum lässt er zum Streich sich nicht verlocken? Wie grausam er mit Höflichkeit mich narrt! Mein totes Leben such ich ihm zu schenken Doch er, nicht solchen leichten Siegs gewohnt, Übt nie erhörte Rache: er verschont Mich seines Streichs, quält mich mit seinen Ränken, Lässt lebend mich in diesem wahren Tod – O, wie entrinn ich dieser letzten Not? |

Bei der Heroisierung ihres Mannes verwendet Vittoria Colonna dichterische Ausdrucksmittel, die sie auch in ihrer religiösen Lyrik einsetzt, wo es um die Verherrlichung Christi geht. Ihr Liebeskonzept ist einerseits von neuplatonischem Denken und Empfinden angeregt, insbesondere von der Liebestheorie des humanistischen Philosophen Marsilio Ficino, zeigt andererseits aber auch eigenständige Aspekte. Schon zu Lebzeiten des Gatten weist im Werk der Dichterin die irdische Liebe in Richtung einer göttlichen, mit der die liebende Seele sich zum Himmel erheben soll. Die zunächst von den Sinneseindrücken geprägte Liebe verlagert sich auf eine geistige Ebene. Dank dieser Spiritualisierung schwindet sie nicht, nachdem der Tod das Paar getrennt hat, sondern die Bindung wird im Gegenteil noch verstärkt. Da aber die Seele der Witwe im Körper verbleibt und dem Gatten nicht folgen kann, erlebt sie anhaltenden Schmerz und eine als kaum erträglich empfundene Verzweiflung. Ihr Weiterleben stellt die Dichterin, eine platonische Metapher aufgreifend, als Gefangenschaft der Seele im Kerker des Körpers dar. Sie schildert den Konflikt zwischen fortdauernder Diesseitsverhaftung, deren Ausdruck die Trauer ist, und einer Todes- und Jenseitssehnsucht, die auf konsequente Loslösung vom Irdischen abzielt. Einerseits erlebt sie sich als Opfer in einer ausweglos scheinenden Situation äußerster Unfreiheit, andererseits meint sie, sich durch eine rationale Anstrengung aus ihrer Not befreien zu können. So schwankt sie fortwährend zwischen dem Versuch einer religiösen Transzendierung ihrer Gefühle und dem immer wieder neu aufbrechenden Schmerz.
Der Einfluss des berühmten Dichters Francesco Petrarca, dessen Lyrik damals als schlechthin vorbildlich galt, macht sich in Vittorias poetischem Werk formal und inhaltlich stark bemerkbar. Sie gilt neben Veronica Gambara, Gaspara Stampa und Veronica Franco als eine der maßgeblichen Vertreterinnen des „weiblichen Petrarkismus“ des Cinquecento. Inhaltlich besteht allerdings ein grundlegender Unterschied zu Petrarcas Haltung darin, dass Vittoria niemals die irdische Liebe als solche bereut oder als Irrtum betrachtet. Vielmehr wertet sie die erotische Anziehung grundsätzlich positiv, denn sie sieht darin in neuplatonischem Sinne die Voraussetzung und den Ausgangspunkt für das, was sie durch die Vergöttlichung der Liebe zu erlangen hofft. Als Fehler betrachtet sie nur ihr fortgesetztes Festhalten an der Trauer über den Verlust des Vergänglichen, nachdem der Tod des geliebten Mannes dieser Art des Erlebens von Liebe ein Ende gesetzt hat.
Andererseits kennt und beherrscht Vittoria aber auch den petrarkistischen Liebesdiskurs, der die widersprüchlichen Gefühlsregungen, die contrari affetti, im erotischen Erleben darstellt und problematisiert. Ihre Vertrautheit mit diesem Diskurs, den sie gemäß ihrer besonderen Thematik abwandelt, zeigt sich unter anderem in ihrer Cento-Dichtung, in der sie unterschiedlichen Gedichten Petrarcas Textstellen entnimmt, die sie zu einer neuen Einheit verbindet.
In der religiösen Dichtung, den rime spirituali, tritt ein kindliches, gefühlswarmes Verhältnis zur göttlichen Trostquelle hervor. Hohe Intensität gewinnt dieses Fühlen in den Versen:
| Qual digiuno augellin, che vede ed ode batter l’ali a la madre intorno quando li reca il nutrimento, ond’egli amando il cibo e quella si rallegra e gode, e dentro al nido suo si strugge e rode per desio di seguirla anch’ei volando e la ringrazia in tal modo cantando, che par ch’oltra il poter la lingua snode, tal io, qualor il caldo raggio e vivo del divin sole onde nutrisco il core più del usato lucido lampeggia, movo la penna, mossa da l’amore interno, e senza ch’ io stessa m’aveggia di quel ch’ io dico, le sue lodi scrivo. | Wie jener hungrige junge Vogel, der nach seiner Mutter umherschaut und lauscht und mit seinen Flügeln schlägt, wenn sie Nahrung bringt, während sie sich von Herzen freut, weil er die Speise mag, und das Vögelchen drinnen im Nest pickt und frisst und ihr voll Sehnsucht folgt, weil es auch fliegen will, und ihr so inständig dankt, dass sein Gesang die Zunge über sein Können hinaus zu lösen scheint, so bewege ich, wenn der warme lebendige Strahl der göttlichen Sonne mich erleuchtet, von dem sich das Herz besser ernährt als vom gewohnten Licht, die Feder, innerlich von Liebe bewegt, und ohne selbst wahrzunehmen, was ich tue, schreibe ich sein Lob nieder. |

## Bildnisse
Eine Reihe von Gemälden stellt angeblich die Lyrikerin dar, doch ist wegen der bei Malern der Renaissance verbreiteten starken Neigung zum Idealisieren unklar, inwieweit ihre Züge authentisch wiedergegeben sind. Auch auf Medaillen des 16. Jahrhunderts ist Vittoria porträtiert. Ferner sind mehrere Zeichnungen Michelangelos, dessen Urheberschaft allerdings teils zweifelhaft ist, als Porträts Vittorias gedeutet worden. Diese Vermutung wird aber heute meist abgelehnt. Sie stößt auf chronologische Schwierigkeiten, da die Zeichnungen zum Teil vor den 1530er Jahren entstanden sind und die erste Begegnung Michelangelos und Vittorias frühestens 1533 stattfand.

## Rezeption

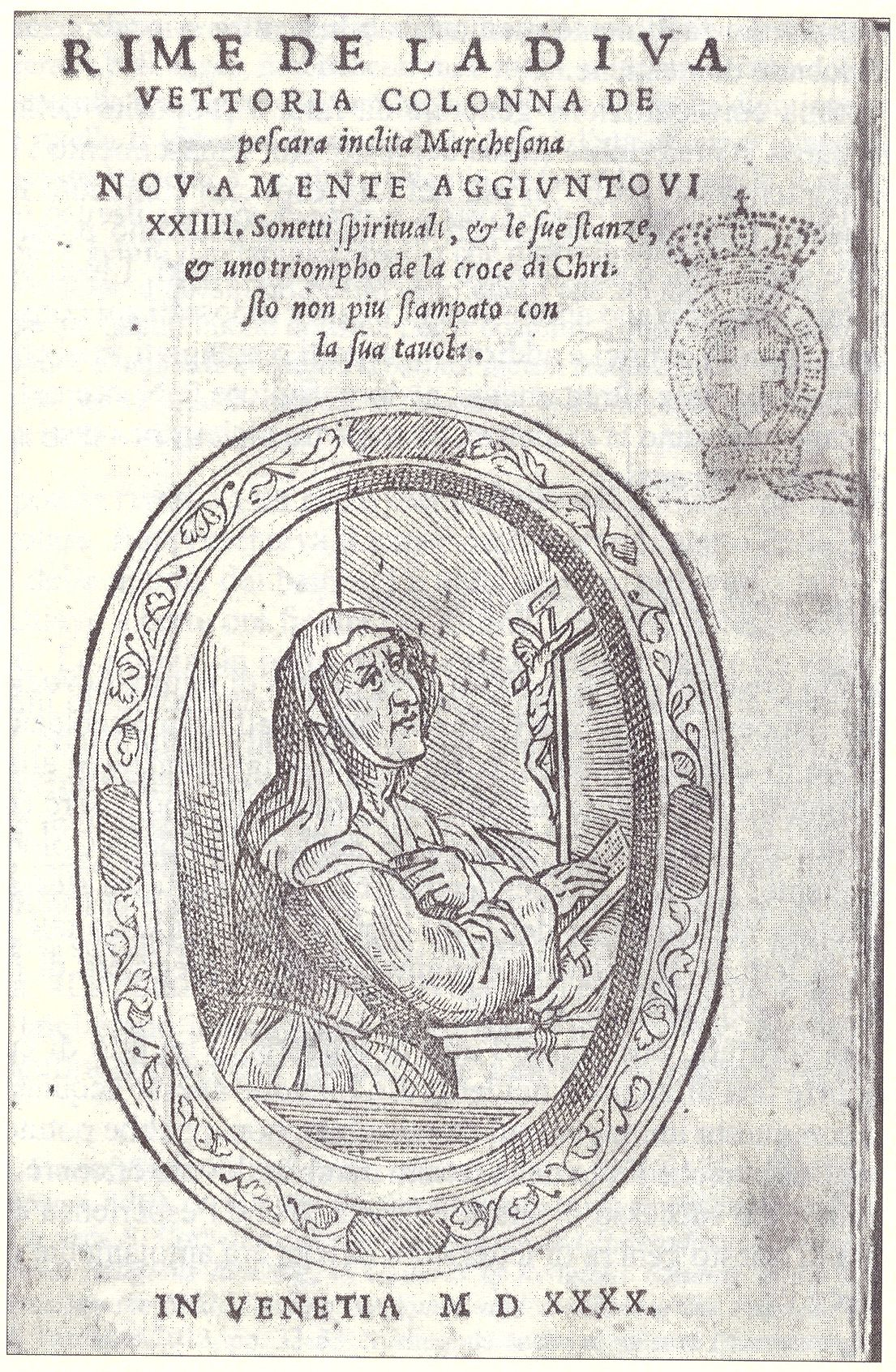
Das Titelblatt einer frühen Ausgabe von Gedichten Vittorias, die 1540 in Venedig erschien

Bei ihren Zeitgenossen fand Vittoria ein außerordentliches Maß an Bewunderung und Verehrung. Sie galt als Verkörperung der höchsten weiblichen Tugenden und wurde mit den berühmtesten antiken Frauengestalten verglichen. Überschwänglich gerühmt wurden sowohl ihr Charakter als auch ihre Bildung, ihr lyrisches Werk, ihre geistigen Fähigkeiten und die Eleganz und Anmut ihrer Erscheinung. Es hieß, sie sei beim Tanz den Umstehenden wie die Verkörperung einer unsterblichen Idee erschienen. Der Historiker Paolo Giovio, der sie gut kannte, verfasste eine ausführliche Beschreibung ihres Äußeren. Nach seiner Darstellung zeichnete sie sich durch eine männliche Herbheit aus; ihr Körper hielt allen Strapazen stand, ihr Schritt war beherrscht und energisch. Über die Frage, inwieweit sie als schön zu bezeichnen sei, gingen die Urteile der Zeitgenossen auseinander.
Mit ihrem Stil traf Vittoria den Geschmack ihrer Zeit. Zur öffentlichen Anerkennung, die ihr als Dichterin zuteilwurde, trug Pietro Bembos Wertschätzung ihrer Leistung wesentlich bei, denn Bembo galt als literarische Autorität höchsten Ranges. Der erste, ohne Zustimmung der Verfasserin herausgebrachte Druck einer Lyriksammlung erschien 1538 mit dem bezeichnenden Titel Rime de la divina Vittoria Colonna marchesa di Pescara (Verse der göttlichen Vittoria Colonna, Markgräfin von Pescara). Der Band enthält nur Liebeslyrik. Bald folgten weitere, erweiterte Ausgaben, die ebenfalls nicht autorisiert waren. Vittorias lyrisches Werk setzte einen Maßstab für alle folgenden Dichterinnen des Cinquecento. Ein Autograph ihrer Gedichte existiert nicht, denn sie schrieb die Verse nicht selbst auf, sondern diktierte sie rasch.
Schon zu Vittorias Lebzeiten setzte die Kommentierung ihrer Gedichte ein. Als Erster veröffentlichte der junge Gelehrte Rinaldo Corso einen Kommentar zu ihrer religiösen Lyrik, der 1542 und 1543 gedruckt wurde. In den Jahren 1542, 1545 und 1550 hielten in Florenz Gelehrte öffentliche Vorlesungen über jeweils eines ihrer Gedichte. Vittorias poetisches Werk wurde somit schon damals zu einem Kanon vorbildlicher italienischer Dichtung gezählt. Ihre Lyrik wurde im 16. Jahrhundert oft gedruckt und schon zu ihren Lebzeiten zweimal vertont. Bis zum Ende des Cinquecento entstanden mehr als fünfzig Madrigale, die Vertonungen ihrer Texte waren.
Beim Tod Vittorias war die Trauer unter den Gebildeten Italiens tief und allgemein. Zahlreiche Gedichte entstanden aus diesem Anlass. Seitens der Inquisition hingegen wurde sie nach ihrem Tod im Zeitalter der Gegenreformation offen als Häretikerin gebrandmarkt. Ihre Briefe wurden beschlagnahmt und nach verdächtigen Äußerungen abgesucht, Personen aus ihrem Umkreis wurden verhört. Insbesondere suchte man vergeblich nach Belegen für ein sexuelles Verhältnis Vittorias zu den mit ihr befreundeten, ebenfalls häresieverdächtigen Kardinälen Morone und Pole.

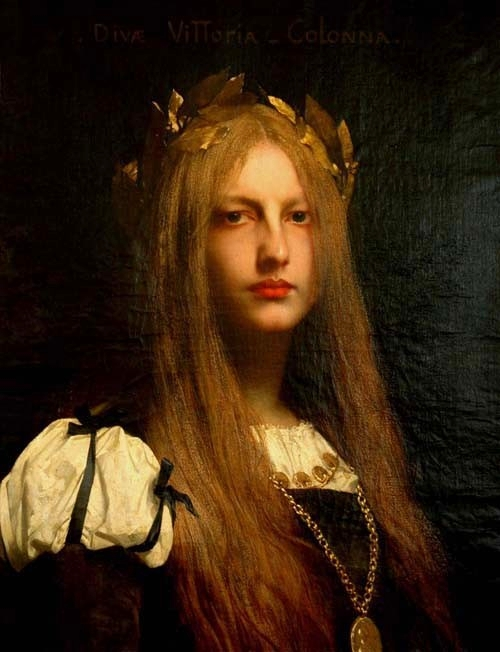
Vittoria Colonna. Gemälde von Jules-Joseph Lefebvre aus dem Jahr 1861, Privatbesitz

Vom 17. Jahrhundert bis zum Beginn der Moderne war Vittoria fast vergessen. Erst im 19. Jahrhundert setzte in konservativen katholischen Kreisen eine neue Beschäftigung mit ihrer Dichtung ein. Zugleich wurde sie in Italien für den aufblühenden Nationalismus vereinnahmt, und die Bewegung der italienischen Frauenrechtlerinnen machte sie zur Galionsfigur. Die Freundschaft mit Michelangelo trug erheblich zu ihrem Ruhm bei; Historienmaler griffen dieses Motiv auf. Im Jahr 1840 brachte der Gelehrte Pietro Ercole Visconti auf Wunsch des Fürsten Alessandro Torlonia eine Prachtausgabe von Vittorias Sonetten heraus. Jacob Burckhardt äußerte sich in den 1860er Jahren bewundernd; er meinte, Vittorias Lyrik könne als „unsterblich“ bezeichnet werden. Sie zeige eine „entschiedene, präzise Fassung“ und sei – wie andere Werke damaliger Dichterinnen – vom „zarten Halbdunkel der Schwärmerei“ und vom Dilettantismus weit entfernt.
In der 1887 veröffentlichten Novelle Die Versuchung des Pescara schildert Conrad Ferdinand Meyer die letzten Monate vor dem Tod von Vittorias Mann als eine Zeit dramatischer politisch-militärischer Loyalitätskonflikte, in denen Vittoria als italienische Patriotin handelt.
Im 20. Jahrhundert bewerteten Kritiker Vittorias Dichtkunst als zwar technisch gelungen, aber konventionell und unoriginell. Insbesondere wurde ihr der Petrarkismus zur Last gelegt; es hieß, über die Petrarca-Imitation sei sie nicht hinausgelangt. Daraus seien die Grenzen ihrer produktiven Kraft ersichtlich, als Beispiel für die generelle Beschränktheit des Konzepts literarischer Nachahmung in der Renaissance. In der neueren Forschung wird dieser Bewertung widersprochen: Der Dichterin wird eine weitaus bedeutendere Leistung zugeschrieben als in der älteren Fachliteratur, und sie wird sogar als „das weibliche Genie der Renaissance“ gewürdigt.
In Pescara trägt das im Jahr 2002 eröffnete Museo d’arte moderna “Vittoria Colonna” den Namen der Dichterin.

## Werke
Ausgaben
- Alan Bullock (Hrsg.): Vittoria Colonna: Rime. Laterza, Roma 1982
- Ermanno Ferrero, Giuseppe Müller (Hrsg.): Carteggio di Vittoria Colonna, Marchesa di Pescara. 2. Auflage, Turin 1892 (Edition der Korrespondenz Vittorias)
- Tobia R. Toscano (Hrsg.): Vittoria Colonna: Sonetti in morte di Francesco Ferrante d’Avalos Marchese di Pescara. Mondadori, Milano 1998, ISBN 88-374-1623-7

Übersetzungen
- Dirk Hoeges (Übersetzer): Vittoria Colonna. Ausgewählte Dichtungen in neuer Übertragung. In: Dirk Hoeges (Hrsg.): Frauen der italienischen Renaissance. Dichterin – Malerin – Komponistin – Herrscherin – Mäzenatin – Ordensgründerin – Kurtisane. 2., überarbeitete Auflage. Peter Lang, Frankfurt am Main 2001, ISBN 3-631-36753-8, S. 9–37
- Hans Mühlestein (Übersetzer): Ausgewählte Sonette der Vittoria Colonna. 2. Auflage. Schwabe, Basel 1935